# Stroopov učinek
V psihologiji Stroopov učinek, poimenovan po avtorju Johnu Ridleyju Stroopu, opisuje interferenco med dražljaji, združujočimi več nekongruentnih lastnosti, ki si med sabo nasprotujejo in posledično povečajo reakcijski čas ter zmanjšajo hitrost procesiranja informacije. Stroopov test, ki temelji na Stroopovem učinku, se uporablja pri preverjanju inhibicijske funkcije, kjer mora posameznik voljno preglasiti dominantne odzive in se tako upreti odvračanju pozornosti. Stroopov test vključuje naloge imenovanja barv, s katerimi so zapisane besede, kjer je treba, ko se pojavi konfliktna situacija (npr. beseda "zelena" zapisana v modri barvi), inhibirati avtomatski odziv branja besede in poimenovati barvo, s katero je beseda zapisana. 
Na temo Stroopovega učinka je bilo objavljenih že več kot 1000 znanstvenih člankov, a kljub temu ostajajo mehanizmi, ki pojasnjujejo delovanje, še ne čisto raziskani, z gotovostjo pa lahko rečemo, da je Stroopov barvno zaznavni test, ki temelji na Stropovem učinku, eden izmed največkrat citiranih testov za merjenje selektivne pozornosti pri posameznikih, lahko bi rekli tudi, da je eden izmed najbolj poznanih psiholoških pojavov.

## Stroopov eksperiment
Stroop je predhodno sodeloval v raziskavah poimenovanja barv in branja besed, nakar je prišel na idejo sestavljenega dražljaja, kjer barva besede ni kongruentna s pomenom besede. Raziskoval je, kakšen vpliv ima vsaka od lastnosti druga na drugo, torej kako vpliva barva besede na prepoznavanje pomena besede ter kako vpliva pomen besede na prepoznavanje barve besede. Stroop je interferenco opredelil kot razliko v času, potrebnem za poimenovanje barve nevtralnega dražljaja, na primer rdeče pobarvanega kvadrata, ter času, potrebnem za poimenovanje barve besede, katere pomen je označeval nekatero drugo barvo, na primer beseda "modra", zapisana v rdeči barvi. Tako je Stroop zasnoval svoj eksperiment drugače, kot se je zaznavno interferenco preučevalo do takrat. Predhodni eksperimenti nasprotujočih si dražljajev niso predstavljali sočasno, temveč enega za drugim. Stroop je tako pionirsko uspel preučiti vpliv sočasnih nasprotujočih si dražljajev na pozornost in zaznavanje. V eksperimentu je Stroop uporabil pet besed: rdeča, modra, zelena, rjava in vijolična ter barve, korespondenčne pomenu besed. S temi besedami je pripravil dve kartici, eno eksperimentalno in eno kontrolno. Na eksperimentalni kartici je bilo 100 besed zapisanih v različnih barvah (barva besede se ni vedno skladala s pomenom besede), na kontrolni kartici pa je bilo vseh 100 besed zapisanih v črni barvi. Eksperiment je bil sestavljen iz treh delov, ki so vključevali zgoraj omenjeni kartici. V prvem delu so udeleženci morali na glas prebrati besedo, v drugem delu pa na glas povedati barvo, s katero je beseda napisana na obeh karticah, pri čemer je meril, koliko časa so udeleženci porabili za 100 besed. V prvem delu eksperimenta je Stroop ugotovil zanemarljivo razliko v reakcijskih časih med obema karticama (43,3 sekunde v eksperimentalnem pogoju in 41,0 sekund v kontrolnem pogoju), pri drugem delu eksperimenta, ko so udeleženci morali povedati barvo, s katero je beseda napisana, pa se je razlika v reakcijskih časih opazno povečala (110,3 sekunde v eksperimentalnem pogoju in 63,0 sekund v kontrolnem pogoju). Sledil je še tretji del eksperimenta, v katerem se je Stroop odločil preučiti še vpliv vaje imenovanja barv na branje besed, kjer je ugotovil, da se z vajo imenovanja barv daljša čas, potreben za branje besed, manjša pa se čas, potreben za imenovanje barve.

## Raziskovanja zaznavne interference pred Stroopom
Začetke raziskovanja pojava lahko zasledimo že 50 let pred Stroopom. V svoji doktorski disertaciji pod okriljem Wilhelma Wundta je James McKeen Cattell leta 1886 ugotovil, da so posamezniki potrebovali več časa za poimenovanje objektov in barv, kot besed, ki jih označujejo. Pojav je razložil, kot posledico močne asociacije besede s pojmom, ki ga ta predstavlja, in je potemtakem odziv avtomatski, medtem ko je pri poimenovanju objektov to voljni proces.
William Brown je leta 1915 predvidel, da bi se, ozirajoč na Cattella, sposobnost imenovanja barv izboljšala z vajo, močneje kot sposobnost branja besed, ki barve označujejo, na račun tega, da branje besed vsebuje manj vaje. Ugotovil je, da je učinek vaje pri obeh sposobnostih enak ter tako ni uspel razložiti Cattellovih ugotovitev.
Frederick Hansen Lund je nasprotoval ugotovitvam Browna in leta 1927 dokazal, da je sposobnost imenovanja barv boljša pri otrocih, ki še ne znajo brati, in se tako učinek učenja močneje izrazi pri sposobnosti branja besed.
Sledila je raziskava Ernesta Mayfielda Ligona leta 1932, v kateri je ugotovil, da čeprav je razlika med sposobnostma pri otrocih, ki še ne znajo brati, večja, se skozi razvoj skupaj z učinkom učenja manjša. To je pripisal skupnemu faktorju, ki naj bi se pojavil pri obeh tipih nalog.
Stroop je Ligonove ugotovitve, da sposobnost reševanja takih nalog narašča s starostjo, potrdil v svojem članku leta 1935, istega leta pa je sledil tudi revolucionarni članek, v katerem se je Stroop domislil eksperimenta, ki bi vključeval sposobnost branja besed in imenovanja barv v isti nalogi, kljub temu da ga je bolj kot sama sposobnost izvajanja naloge zanimala interferenca med dvema nasprotujočima se dražljajema.

## Sodobne razlage pojava
Od leta 1935, ko je Stroop izvedel svoj eksperiment, so se pojavile mnoge alternativne razlage in različne teorije izvora Stroopovega učinka. V nadaljevanju so predstavljene nekatere izmed najbolj relevantnih tujih in slovenskih razlag ter znanstvenih ugotovitev, ki so trenutno pojmovane v psihološki stroki kot veljavne.

### Teorija voljnih in avtomatiziranih procesov
William James je že leta 1890 v svoji knjigi The principles of psychology predvideval, da je človeško delovanje sestavljeno iz dveh različnih procesov, to so voljni in avtomatizirani procesi. Avtomatski proces je opredeljen kot tak, ki se skoraj vedno sproži v skoraj enakem sosledju pri enakem dražljaju brez potrebe po usmeritvi pozornosti. Stroopov učinek izpostavi težavnost v inhibiciji avtomatičnega odziva ter kognitivnem nadzoru avtomatičnega procesa. Problem se pojavi, ko sta prisotni dve komponenti naloge, pri čemer ena zahteva zavesten odziv, druga pa avtomatičen. Premagovanje avtomatičnega odziva posledično zahteva večji miselni napor in posamezniku vzame več časa.

### Nevroanatomska lokalizacija pojava
Z napredkom znanosti ter predvsem z napredkom metod funkcionalnega slikanja možganov, kot so: fMRI in PET, je bilo raziskovalcem omogočeno, skupaj z uporabo metode EEG, raziskovati možganske predele, ki skrbijo za sposobnost pozornosti in reševanja problemov. Metodi funkcionalnega slikanja omogočata merjenje povečanega pretoka krvi v možgansko aktivnih predelih ter tako lokalizacijo aktivnih področij pri reševanju Stroopove naloge. Raziskovalci so primerjali znake aktivnosti pri nekongruentnem nasprotujočem si dražljaju in nevtralnem dražljaju ter tako v večini eksperimentov ugotovili velike razlike v aktivnosti v anteriornem cingulatnem korteksu, spremembe pa so bile zaznane tudi v delovanju prednjega korteksa, temporalnega gyrusa ter v parietalnem lobusu. Potrjeno je, da se med izvajanjem naloge močno poveča delovanje anteriornega cingulatnega korteksa, vendar še ni ugotovljeno, ali sodeluje pri nadzoru pozornosti ali zaznavi nekongruentnega dražljaja. Najbolj verjetna razlaga je, da anteriorni cingulatni korteks razlikuje med različnimi viri informacij in usmerja pozornost na različne dele dražljaja. Potrjeno pa je bilo tudi, da se anteriorni cingulatni korteks izraža pri drugih oblikah miselnih procesov, kot so zaznavanje napak ter delovni spomin, kar pojasni večjo aktivacijo v primeru neskladnega dražljaja v Stroopovi nalogi, čeprav je čas, potreben za reševanje naloge, daljši.

### Vpliv načina odgovarjanja pri Stroopovi nalogi
V Stroopovi zasnovi eksperimenta udeleženec odgovore podaja ustno, torej glasno bere dražljaje ali imenuje barve. Na področju psihologije v Sloveniji pa je bila izvedena raziskava, kjer je prof. dr. Grega Repovš reakcijske čase verbalnih odgovorov primerjal s reakcijskimi časi v računalniškem eksperimentu, kjer so odgovori temeljili na pritisku tipke, torej na gibalnem načinu odgovarjanja. Razlike med verbalno in ročno verzijo eksperimenta so merili s pomočjo EEG-ja in reakcijskih časov. Odkrili pa so opazne razlike med različnima izvedbama eksperimenta, kjer je bilo daljši reakcijski čas mogoče zaznati pri nalogah ročnega odgovarjanja v vseh eksperimentalnih pogojih. Rezultate pripisujejo temu, da je branje besed močneje asociirano z izgovarjanjem besed, kot s pritiskom na tipko.

## Uporaba v klinični psihologiji
Stroopov barvni in besedni test (angl. Stroop Color and Word Test (SCWT)) je nevropsihološki test, ki se uporablja z namenom ugotavljanja sposobnosti inhibicije kognitivne interference, ki se pojavi pri procesiranju dražljaja, sestavljenega iz nasprotujočih si lastnosti. Udeleženci torej izkazujejo sposobnost izvajanja manj avtomatiziranega procesa imenovanja barve skupaj z inhibicjo avtomatiziranega procesa branja besede. Večji napor pri inhibiciji avtomatiziranega procesa, kot že v uvodnem odstavku omenjeno, imenujemo Stroopov učinek. Poleg zmožnosti merjenja sposobnosti inhibicije interferenčnih dražljajev raziskave testu pripisujejo tudi zmožnost merjenja drugih kognitivnih funkcij, kot so: pozornost, hitrost procesiranja informacij, kognitivna fleksibilnost in delovni spomin. Test se tako pogosto uporablja pri raziskovanju za ugotavljanje razlik med klinično in normativno populacijo, kot na primer v raziskavi razlik v možganski aktivnosti okrevajočih alkoholikov in normativne populacije. Obstaja več različic testa, ki se uporablja v psihologiji, največkrat uporabljena pa je različica avtorja Charlesa Goldena iz leta 1978.
Charlesova različica Stroopovega barvnega in besednega testa omogoča diagnozo pravilnega delovanja možganskih funkcij, ravni stresa ter psihopatoloških motenj. Raziskave kažejo, da je test svojo učinkovitost dokazal na različnih področjih, med drugim pri identifikaciji različnih motenj, kot so ADHD (motnja aktivnosti in pozornosti), ODD (oppositional defiant disorder) ter do neke mere tudi motnje v delovanju frontalnega možganskega režnja. Prednost testa se kaže v preprosti izvedbi in ocenjevanju, uporablja pa se lahko samostojno ali v kombinaciji z drugimi oblikami diagnoze. Za namene ocenjevanja kognitivnih funkcij otrok pa obstajajo tudi testi, prilagojeni otrokom v starosti od 5 do 14 let.